# Tolkien Estate
Pour les articles homonymes, voir Tolkien (homonymie).

Le monogramme de J. R. R. Tolkien est une marque déposée du Tolkien Estate.

Le « Tolkien Estate » est la structure juridique qui gère l'ensemble des droits en lien avec l'œuvre et les biens intellectuels (en anglais : literary estate (en)) de J. R. R. Tolkien. Il contrôle principalement le copyright sur les textes littéraires, mais aussi le droit moral, et certains droits dits dérivés. 
En France, l'œuvre de Tolkien ne tombera dans le domaine public qu'en 2044, en principe (le 1er janvier qui suit le soixante-dixième anniversaire de sa mort).

## Définition et structure
Cet Estate (en français, l'équivalent de « fondation » au sens patrimonial) repose sur des fondements juridiques propres à la fois au droit américain et au droit des affaires britannique. Il est constitué de plusieurs sous-structures comme le « J. R. R. Tolkien Discretionary Settlement », chargée des accords à titre individuel, optionnel et à durée limitée, et le « Tolkien Trust », qui gère des fonds destinés à des actions caritatives et des projets éducatifs.
Le Tolkien Estate est principalement contrôlé par la famille Tolkien, en particulier (jusqu'en août 2017) son fils Christopher Tolkien, qui est son exécuteur testamentaire sur les droits littéraires, son épouse Baillie Tolkien, Simon Tolkien, premier fils de Christopher, Priscilla Tolkien, la fille de Tolkien, et Michael George Tolkien, petit-fils de  J.R.R. Tolkien. Christopher est secondé par Cathleen Blackburn, avocate-associée au cabinet Maier Blackburn, et responsable du portefeuille patrimonial fondé par Tolkien avant son décès. 
En août 2017, la nouvelle de la retraite de Christopher Tolkien a été divulguée, sans être confirmée officiellement.  
Depuis novembre 2011, la société Fourth Age Ltd, devenue en 2013 la Tolkien Estate Ltd, gère tous les aspects juridiques et est représentée par le juriste Steven Andrew Maier.

## Histoire
Les droits de publication appartenaient à l'origine aux éditions britanniques George Allen & Unwin depuis 1936. La question de l'adaptation audiovisuelle s'est posée à la fin des années 1960 et l'éditeur n'avait pas du tout prévu cette clause dans ses contrats. Quant aux droits de traduction, d'adaptation littéraire et de réédition, ils sont désormais discrétionnaires et gérés au cas par cas par le Tolkien Estate.
Les droits de produits dérivés et d'adaptation cinématographique des seuls romans Le Hobbit et Le Seigneur des anneaux furent vendus directement par J. R. R. Tolkien aux studios United Artists en 1969 pour 100 000 livres sterling, à l'époque une grosse somme, pour assurer le coût des droits de succession de ses enfants. Trois ans après la mort de Tolkien, en 1976, United Artists revendit les droits d'exploitation des deux romans à Saul Zaentz et plus particulièrement à sa division spécialisée dans l'exploitation aux États-Unis des produits dérivés de ces deux romans de Tolkien, la division Tolkien Enterprises, rebaptisée depuis 2010 en Middle-Earth Enterprises.

## Mission et évolution
Cette entreprise est connue pour protéger activement les droits et l'intégrité de l'œuvre de J. R. R. Tolkien. Le Tolkien Estate est plus ou moins resté en bons termes avec la Saul Zaentz Company jusqu'à la sortie des films de Peter Jackson. Middle-Earth Enterprises a par exemple exploité de son côté les marques dérivées des deux romans précédemment cités, par exemple en accordant des licences d'exploitation pour le film de Ralph Bakshi de 1978 ou pour le Jeu de rôle des Terres du Milieu de 1984, mais lorsque le Tolkien Estate réclama sa part des droits sur les films de Peter Jackson à la Saul Zaentz Company (qui se doivent d'être versés en cas de bénéfices), celle-ci rétorqua qu'il y avait absence de bénéfices. Un conflit judiciaire s'ensuivit, qui s'est réglé hors tribunaux (out-of-court settlement) pour une somme non dévoilée mais jugée correcte par le Tolkien Estate.
Les avocats du Tolkien Estate ont menacé plusieurs sites en ligne, afin qu'ils n'utilisent plus le nom « Tolkien » ou qu'ils retirent les contenus déposés qu'ils contenaient, en particulier les cartes, même lorsqu'il s'agissait de cartes originales faites à partir de la géographie de la Terre du Milieu. C'est le cas par exemple pour les sites J.R.R. Tolkien in Oxford (maintenant fermé), Rolozo Tolkien,  Tolkien Maps (maintenant fermé) ou Tolkienion.com[réf. nécessaire].